# Italiaans honkbalteam

De Italiaanse vlag.

Het Italiaans honkbalteam is het nationale honkbalteam van Italië. Het team vertegenwoordigt Italië tijdens internationale wedstrijden. De manager is Marco Mazzieri. 
Het Italiaans honkbalteam is aangesloten bij de Europese Honkbalfederatie (CEB), de continentale bond voor Europa van de International Baseball Federation (IBAF). 

## Kampioenschappen

### Olympische Spelen
Italië nam vier van de zes keer dat het honkbal op het programma stond deel aan de Olympische Spelen. De zesde plaats op de Spelen van 1996 en 2000 waren de hoogste eindklasseringen.
| Editie    | 1992 | 1996 | 2000 | 2004 | 2008 | 2020 |
| Prestatie | 7e   | 6e   | 6e   | 8e   | -    | -    |

-  = niet gekwalificeerd

### Wereldkampioenschap honkbal
Italië nam 18x deel aan het wereldkampioenschap honkbal sinds 1970. Alleen in 1973, 1976 en in 2005 kwalificeerden de Italianen zich niet. De hoogst behaalde positie was tweemaal de 4e plaats
| Editie    | 1970 | 1971 | 1972 | 1973 | 1974 | 1976 | 1978 | 1980 | 1982 | 1984 | 1986 | 1988 | 1990 | 1994 | 1998 |
| Prestatie | 10e  | 8e   | 15e  | -    | 4e   | -    | 6e   | 6e   | 10e  | 11e  | 6e   | 9e   | 10e  | 7e   | 4e   |
|           |      |      |      |      |      |      |      |      |      |      |      |      |      |      |      |
| Editie    | 2001 | 2003 | 2005 | 2007 | 2009 | 2011 |      |      |      |      |      |      |      |      |      |
| Prestatie | 11e  | 14e  | -    | 6e   | 14e  | 11e  |      |      |      |      |      |      |      |      |      |

-  = niet gekwalificeerd 

### World Baseball Classic
Italië nam deel aan alle edities van de World Baseball Classic. Het beste resultaat was een zevende plaats, in 2013.
| Editie    | 2006 | 2009 | 2013 | 2017 | 2023 |
| Prestatie | 10e  | 10e  | 7e   | 12e  | 8e   |

### Europees kampioenschap
Italië nam 35x deel aan de Europese kampioenschappen honkbal (op 36 edities), de hoogst behaalde positie is de eerste plaats, die ze tien keer hebben behaald. Italië heeft slechts drie keer niet het podium weten te behalen terwijl ze meededen, dit overkwam ze in 1955, 2003 en 2007.
| Editie    | 1954   | 1955  | 1956   | 1957   | 1958   | 1960   | 1962   | 1964   | 1965   | 1967   | 1969   | 1971   | 1973   | 1975 | 1977 | 1979 |
| Prestatie | Goud   | 4e    | Brons  | Brons  | Zilver | Zilver | Zilver | Zilver | Zilver | -      | Zilver | Zilver | Zilver | Goud | Goud | Goud |
|           |        |       |        |        |        |        |        |        |        |        |        |        |        |      |      |      |
| Editie    | 1981   | 1983  | 1985   | 1987   | 1989   | 1991   | 1993   | 1995   | 1997   | 1999   | 2001   | 2003   | 2005   | 2007 | 2010 | 2012 |
| Prestatie | Zilver | Goud  | Zilver | Zilver | Goud   | Goud   | Zilver | Zilver | Goud   | Zilver | Brons  | 5e     | Zilver | 7e   | Goud | Goud |
|           |        |       |        |        |        |        |        |        |        |        |        |        |        |      |      |      |
| Editie    | 2014   | 2016  | 2019   | 2021   | 2023   |        |        |        |        |        |        |        |        |      |      |      |
| Prestatie | Zilver | Brons | Zilver | Brons  | 9e     |        |        |        |        |        |        |        |        |      |      |      |

### Intercontinental Cup
Italië nam 13x deel aan de Intercontinental Cup voor honkbal. De derde plaats in 2010 is de hoogst behaalde positie.
| Editie    | 1973 | 1975 | 1977 | 1979 | 1981  | 1983 | 1985 | 1987 | 1989 | 1991 | 1993 | 1995 |
| Prestatie | 6e   | 7e   | -    | -    | -     | 4e   | -    | 9e   | 8e   | 7e   | 8e   | 10e  |
|           |      |      |      |      |       |      |      |      |      |      |      |      |
| Editie    | 1997 | 1999 | 2002 | 2006 | 2010  |      |      |      |      |      |      |      |
| Prestatie | 6e   | 6e   | 7e   | 6e   | Brons |      |      |      |      |      |      |      |

-  = niet gekwalificeerd 